# PGA Cup
De PGA CUP is een golfwedstrijd die om het jaar wordt gespeeld tussen een team van golfprofessional uit de Verenigde Staten en een team dat bestaat uit Britse en Ierse spelers.
De formule is net als bij de Ryder Cup. De trophee heet de 'Llandudno Trophy', en is gedoneerd door Peter Alliss.
In 2005 heeft het Amerikaanse team voor het eerst in 21 jaar verloren. Dit was op The K Club in Ierland. In het winnende team zaten onder meer Mark Reynolds en Paul Wesselingh.

In 2007 is de 23ste PGA Cup door de Amerikanen met moeite teruggewonnen op Reynolds Plantation in Greensboro, Georgia.

In 2009 was de 24ste editie in Schotland op The Carrick Course, Cameron House. Dit is een nieuwe baan in de buurt van Loch Lomond.
| Jaar | Baan                            | GB & I Captain       | VS Captain           | Score | Score |
| ---- | ------------------------------- | -------------------- | -------------------- | ----- | ----- |
| 1973 | Pinehurst CC, North Carolina    | Tom Halliburton      | William Clarke       | 3     | 13    |
| 1974 | Pinehurst CC, North Carolina    | Brian Hutchinson     | Henry Poe            | 4 ½   | 11 ½  |
| 1975 | Hillside Golf Club, Engeland    | Christy O'Connor sr. | Don Padgett          | 6 ½   | 9 ½   |
| 1976 | Moortown, Engeland              | George Will          | Frank Cardi          | 6 ½   | 9 ½   |
| 1977 | Mission Hills CC, Californië    | Jack Hargreaves      | Henry Poe            | 8 ½   | 8 ½   |
| 1978 | St Mellion, Engeland            | Tommy Horton         | Henry Poe            | 10 ½  | 6 ½   |
| 1979 | Castletown, Engeland            | Bill Watson          | Don Padgett          | 12 ½  | 4 ½   |
| 1980 | Oaktree CC, Oklahoma            | David Talbot         | Don Padgett          | 6     | 15    |
| 1981 | Turnberry Isle CC, Florida      | Doug Smith           | Joe Black            | 10 ½  | 10 ½  |
| 1982 | Holston Hills CC, Tennessee     | David Jones          | Don Padgett          | 7 ½   | 13 ½  |
| 1983 | Muirfield Golf Links, Schotland | Keith Hockey         | Joe Black            | 14 ½  | 6 ½   |
| 1984 | Turnberry, Schotland            | Keith Hockey         | Joe Black            | 12 ½  | 8 ½   |
| 1986 | Knollwood CC, Illinois          | Derek Nash           | Mark Kizziar         | 9     | 16    |
| 1988 | The Belfry Golf Club, Engeland  | David Huish          | Mickey Powell        | 10 ½  | 15 ½  |
| 1990 | Turtle Point GC, South Carolina | Richard Bradbeer     | J.R. Carpenter       | 7     | 19    |
| 1992 | The K Club, Ierland             | Paul Leonard         | Patrick J. Rielly    | 11    | 15    |
| 1994 | PGA National, Florida           | Michael Ingham       | Dick Smith           | 11    | 15    |
| 1996 | Gleneagles, Schotland           | Craig DeFoy          | Gary Schaal          | 13    | 13    |
| 1998 | Broadmoor Resort, Colorado      | Craig DeFoy          | Tom Addis III        | 9     | 17    |
| 2000 | The Celtic Manor Resort, Wales  | David Llewellyn      | Ken Lindsay          | 12 ½  | 13 ½  |
| 2003 | Port St Lucie, Florida          | Will Mann            | J.Connelly & D.Jones | 7     | 19    |
| 2005 | The K Club, Ierland             | Jim Farmer           | M.G. Orender         | 15    | 11    |
| 2007 | Reynolds Plantation, Georgia    | Gary Alliss          | Roger Warren         | 12 ½  | 13 ½  |
| 2009 | The Carrick on Loch Lomond      | Gary Alliss          | Brian Whitcomb       | 8 ½   | 17 ½  |
| 2011 | CordeValle                      | Russell Weir         | Jim Remy             | 8 ½   | 17 ½  |
| 2013 | Slaley Hall, Engeland           |                      |                      |       |       |